# Solato
Solato (Holàt in dialetto camuno) è una frazione del comune di Pian Camuno, in bassa Val Camonica, provincia di Brescia.
Sorge in posizione panoramica sul Lago d'Iseo.
Nel 1206 il vescovo di Bergamo è possessore delle terre di Solato.

## Monumenti e luoghi d'interesse
Le chiese di Solato sono:

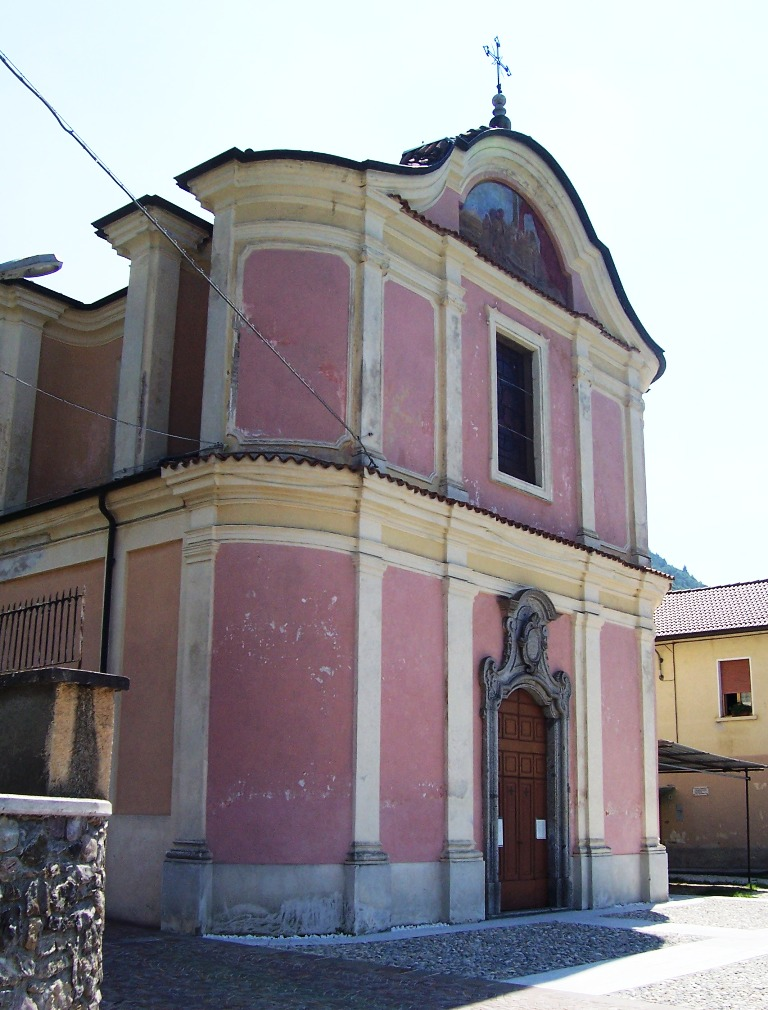
Parrocchiale di San Giovanni

- Parrocchiale di S. Giovanni Battista, il portale in granito porta la data 1777. Contiene una tela di Antonio Guadagnini.
- Chiesetta della Madonna della Maternità,in località Tavole, del secolo XVII con portale in pietra di Sarnico.
- Chiesetta di San Pietro, lungo la strada per Montecampione, menzionata in una carta del XII secolo. San Carlo impone l'ampliamento. All'interno una pala del Bate

## Società

### Tradizioni e folclore
Nel mese di giugno si tiene la festa patronale di San Gioan.